# Palais Vermexio
Le Palazzo Vermexio ou Palazzo del Vermexio également connu sous le nom de Palazzo del Senato (1629-1633) a été commandé par le gouvernement de la ville à l'architecte Giovanni Vermexio, pour remplacer l'ancien siège de la Chambre royale de Syracuse. Le bâtiment est ensuite devenu le palais du sénat de la ville et du gouvernement de la ville jusqu'à aujourd'hui, le siège des bureaux du maire et de la mairie.

## Caractéristiques
Ce bâtiment peut à juste titre être considéré comme la plus haute expression du géométrisme qui anime toutes les créations de Giovanni Vermexio. C'était à l'origine un cube parfait, divisé à mi-hauteur par un long balcon qui sépare, même stylistiquement, les deux ordres : en bas Renaissance, en haut baroque. Le premier étage est basé sur des schémas classiques: les grandes fenêtres à pignon, les pilastres toscans doriques en pierre de taille, l'entablement solennel décoré de triglyphes et de métopes. Les accents baroques ne sont pas absents : des mascarons aux différentes étages des fenêtres.

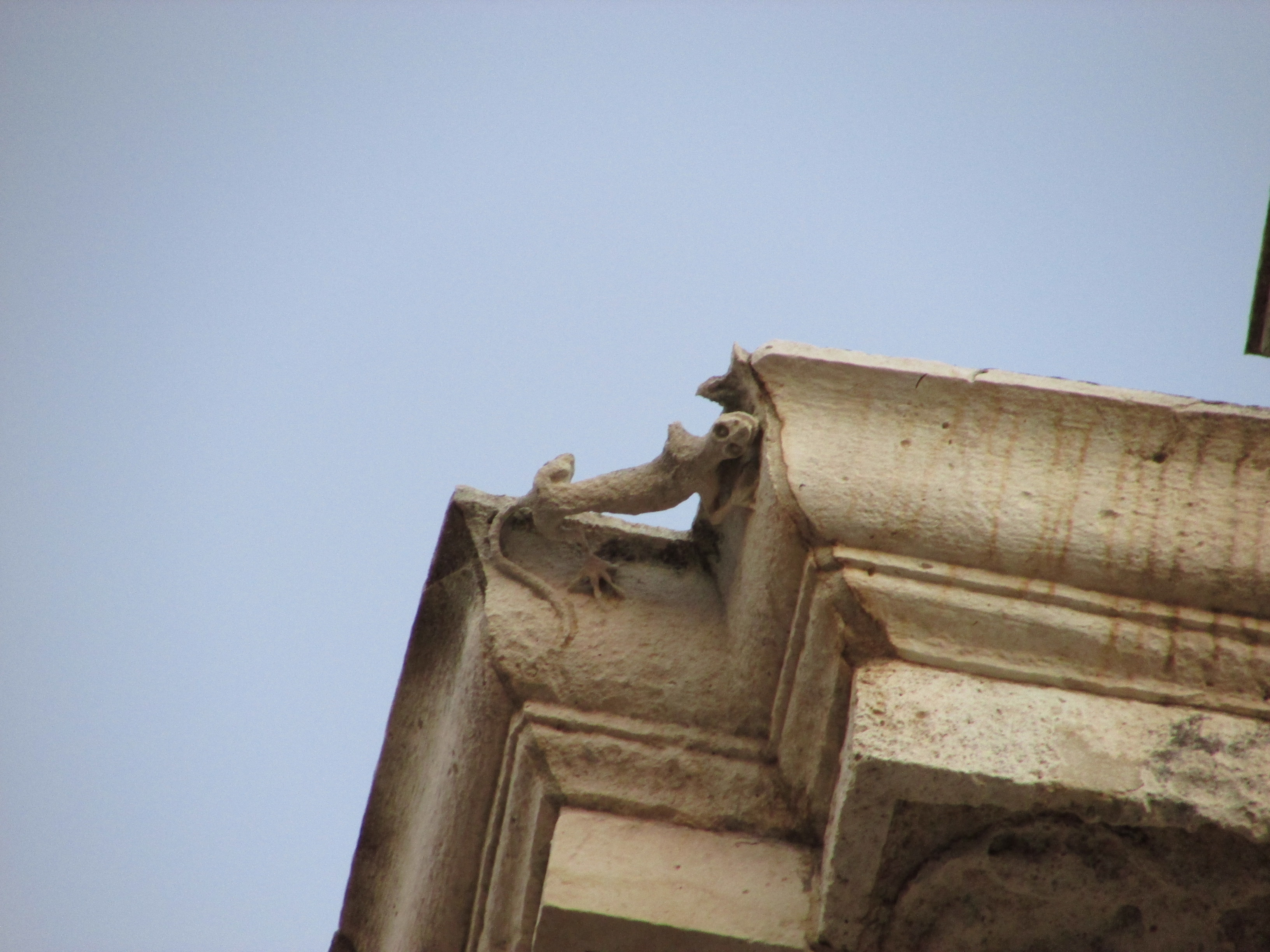
Le lézard du Palais Vermexio, signature de l'architecte

Le balcon s'ouvre sur l'étage supérieur de style baroque. Ici, les pilastres ioniques marquent la façade avec des fenêtres alternant avec des niches : destinées à contenir les statues des rois d'Espagne jamais achevées par Gregorio Tedeschi qui s'était vu confier la décoration sculpturale de l'édifice, en fait il n'a réussi qu'à achever l'aigle impérial. L'édifice est clos par une décoration très abondante avec des festons courant entre les chapiteaux et une corniche fortement en saillie.
Dans l'angle gauche de la corniche de l'édifice, l'architecte Vermexio, voulant presque le signer, a sculpté un minuscule gecko (appelé scuppiuni en dialecte syracusain) ou lézard : épithète donnée à l'architecte en raison de sa rare finesse et de sa taille.
Le carrosse du XVIIIe siècle (1763) du Sénat, construit sur le modèle des berlines autrichiennes, se trouve à l'intérieur de l'atrium.

## Interventions architecturales ultérieures
En 1870, l'équilibre des proportions voulu par Vermexio est modifié avec la construction d'un attique destiné à abriter le bureau technique. Le dernier et plus grave bouleversement subi par le palais vers les années 60 lorsqu'un nouveau bâtiment lui fut ajouté pour agrandir les bureaux de la mairie ; de cette manière, le projet initial a été bouleversé par la démolition de l'ancienne église de S. Sebastiano et du siège de la bibliothèque de l'archevêché, fondée en 1780 par l'évêque Alagona.

## Curiosités
- Sur le côté droit de la façade à l'angle de via Minerva, deux graffitis reproduisent la façade d'une église. Une étude de 2016 estime que le graffiti principal représente la façade de la cathédrale et qu'il a été réalisé à la pointe d'une baïonnette par les soldats qui gardaient l'édifice[1].
- Dans la cour intérieure face à l'entrée principale, il y a des blocs de pierre au sommet qui ont été conçus pour abriter une sculpture des armoiries de la ville. Le projet remonte aux années 1970 mais n'a jamais été achevé .

## Galerie

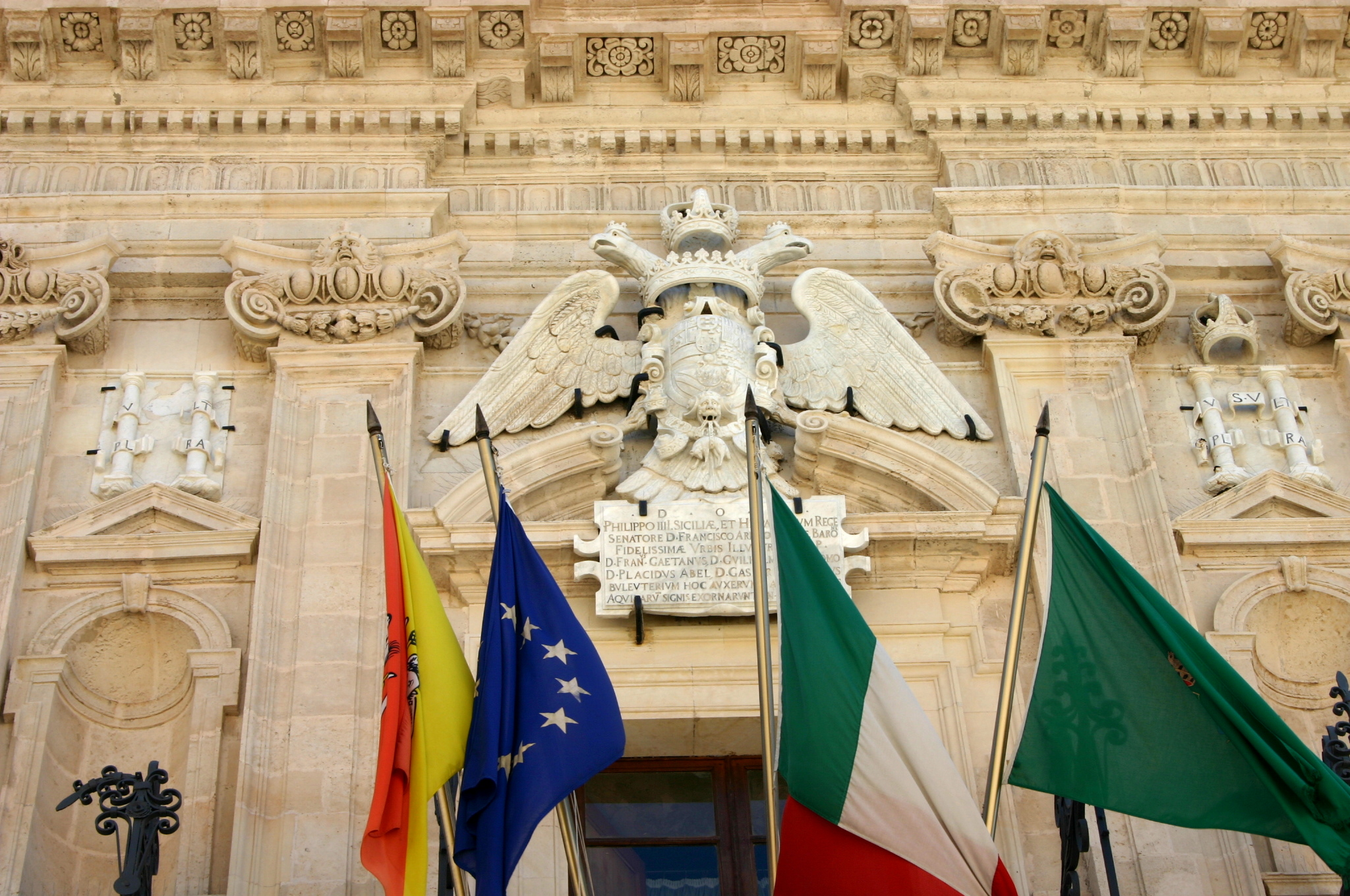
Les armoiries de la ville sur la façade
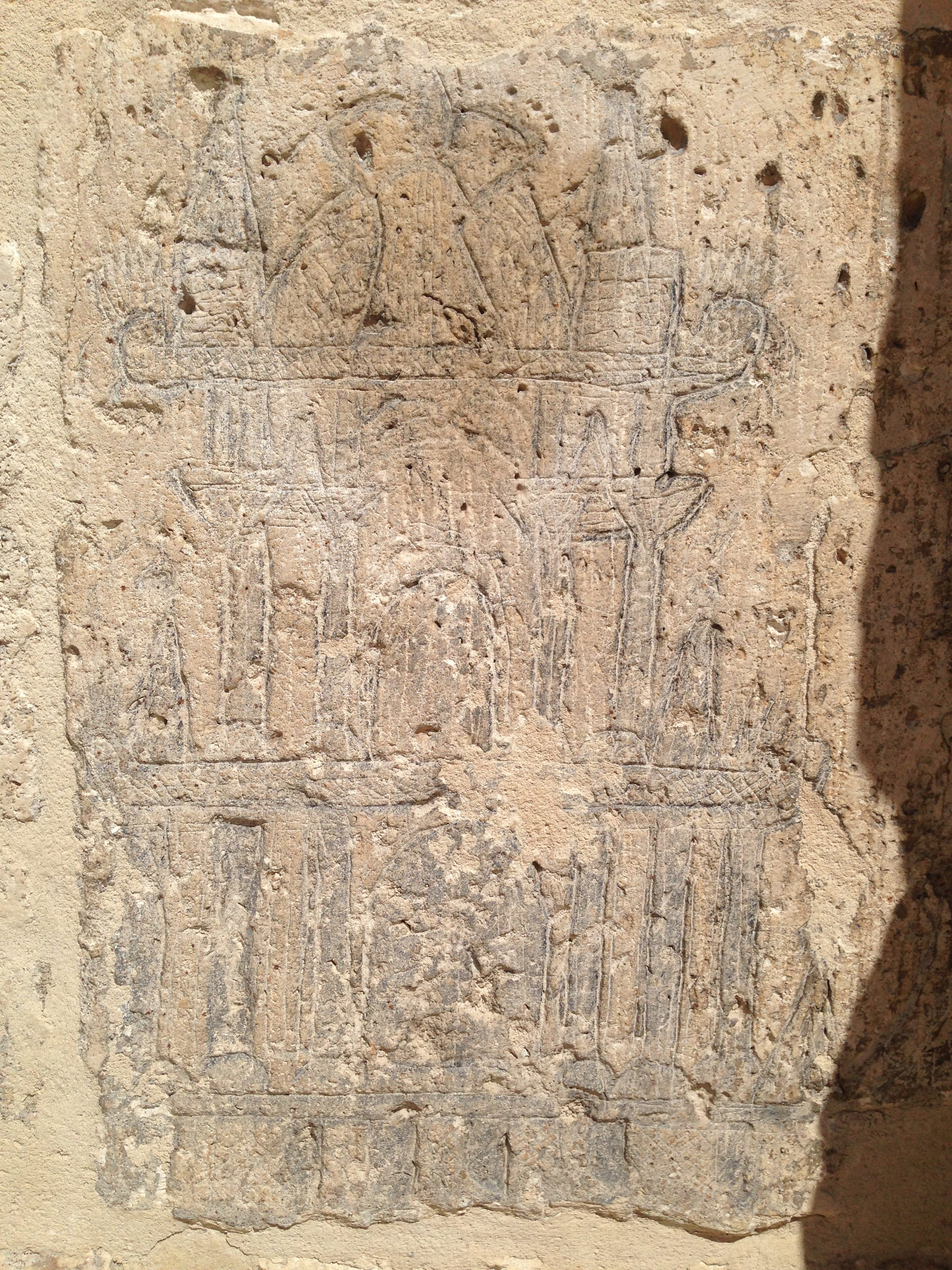
Graffiti avec une représentation de la façade de la cathédrale réalisée à la baïonnette gravée dans la façade du palais.
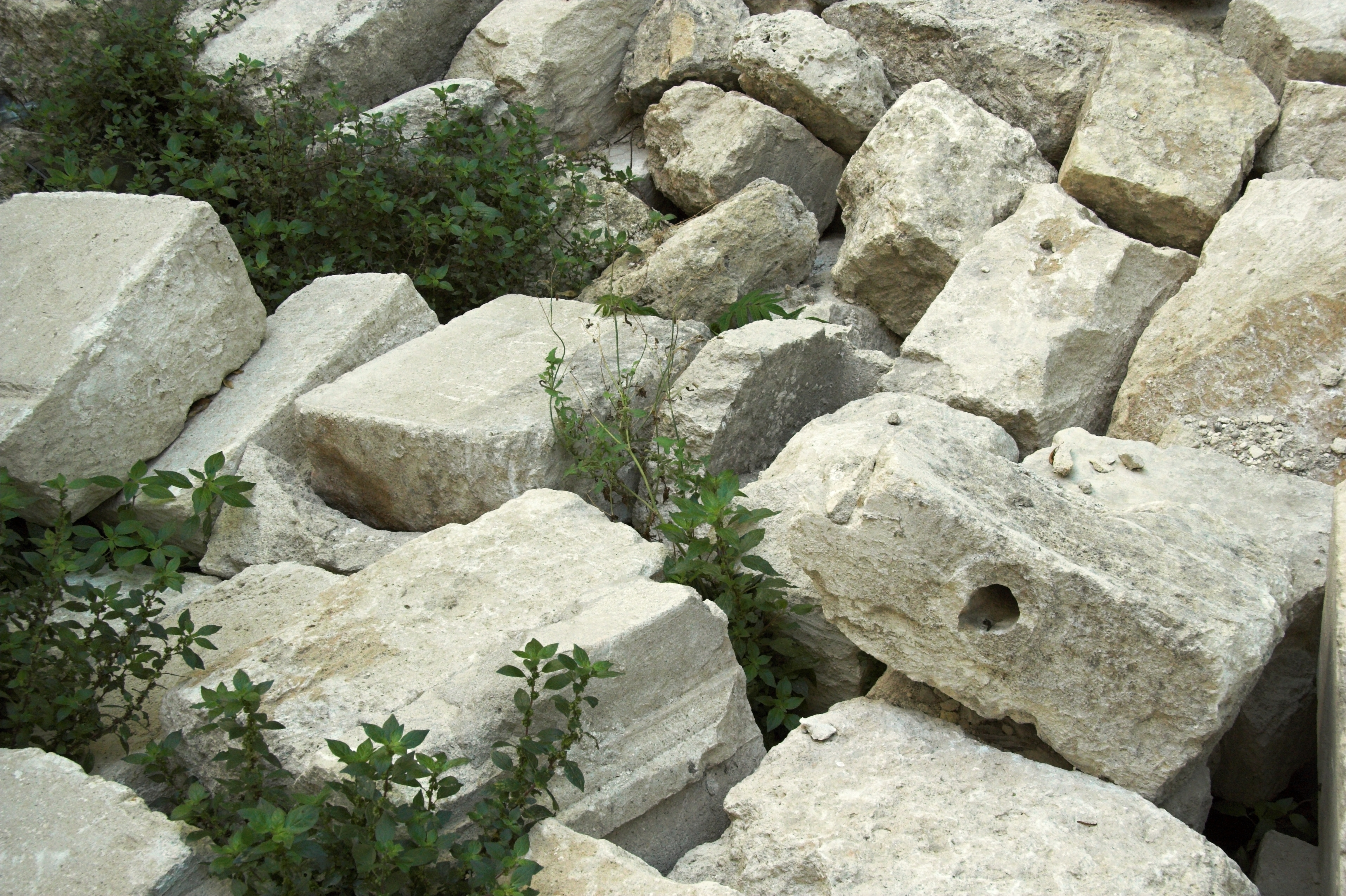
Quelques blocs de l'ancien Temple d'Artémis ou Artemision